# Ногароле-Рокка
Ногароле-Рокка, Ноґароле-Рокка (італ. Nogarole Rocca, вен. Nogarołe Roca) — муніципалітет в Італії, у регіоні Венето,  провінція Верона.
Ногароле-Рокка розташоване на відстані близько 400 км на північ від Рима, 115 км на захід від Венеції, 20 км на південний захід від Верони.
Населення — 3690 осіб (2014).
Щорічний фестиваль відбувається 10 серпня. Покровитель — святий мученик Лаврентій.

## Демографія
Населення за роками:

Станом на 1 січня 2023 року в муніципалітеті офіційно проживали 922 іноземці з 38 країн, серед них 340 громадян країн Євросоюзу та 10 громадян України.

## Сусідні муніципалітети
- Моццекане
- Повельяно-Веронезе
- Ровербелла
- Тревенцуоло
- Вігазіо